# برادلي إلينجبو
برادلي إلينجبو ولد يوم (16 أبريل 1958)، ملحن وقائد فرقة موسيقية ومغني باس باريتون أمريكي.
من عام 1985 إلى عام 2015 كان عضوًا في هيئة التدريس بجامعة نيو مكسيكو ، حيث كان أستاذًا للموسيقى ومديرًا للأنشطة الكورالية. كما عمل في أوقات اخرى كمنسق للدراسات الصوتية ورئيسًا لقسم الموسيقى، وحصل على اللقب الفخري لمحاضر الحكام.